# Pennsylvaniai német nyelv
A pennsylvaniai német (saját nevükön Pennsilfaanisch Deitsch, egyéb megnevezések Pennsylvania Dutch, Pennsylvania German, Pennsylvaniadeutsch vagy Pensilfaanisch, Pennsilfaanisch Deitsch, Pennsilfaani illetve Pennsilveni-Deitsch) egy főleg pfalzi nyelvjárásokon alapuló német nyelv(változat) az Amerikai Egyesült Államokban. Ma is elsősorban a pennsylvaniai németek illetve utódaik beszélik Pennsylvaniában, Ohióban és Indianában valamint a kanadai Ontarióban. Számos beszélője (mindenekelőtt konzervatív amishok) él Iowában, Kentuckyban, Michiganben, Missouriban, New Yorkban és Wisconsinban. Néhányan beszélik ezeken kívül Kansasben, Oklahomában, Minnesotában, Montanában és néhány más szövetségi államban.
Az angol nyelvterületen elterjedt Dutch megnevezés mára már félrevezető, mivel a modern angol nyelvben ez a szó csak a holland nyelvet illetve Hollandia lakóit jelöli, azonban mind az angolban mind az al- és felnémet nyelvben évszázadokig minden kontinentális nyugati germán nyelvre értették Németországban, Hollandiában, Ausztriában és Svájcban.

## Története
Az üldöztetés elől menekülve a 17. és 18. század folyamán több protestáns hitfelekezet (mennoniták, pietisták, morva testvérek) követői vándoroltak ki Amerikába, Pennsylvaniába. Nagy részük mindenekelőtt a történelmi Rajnai Palotagrófság területéről származott, illetve a szomszédos Baden, Württemberg és Svájc német nyelvű területeiről valamint Elzászból. A bevándorlók nagy része 1710 után érkezett. A 18. században léteztek tehát még a lakosság összetételétől függően különféle nyelvjárások, de helyi szinten már ekkor megkezdődött a különböző középfrank, rajnai-frank (pfalzi nyelv), sváb, bajor, alemann nyelvjárás közötti kiegyenlítődés. Kb. 1800-tól lehet a nyelvjárások összeolvadásáról beszélni, amelynek alapja a már fentebb említett pfalzi nyelv volt, ekkortól számítjuk a pennsylvaniai német nyelvjárást, amely a standarddeutsch (18./19. század) régies változatának tekinthető kibővülve a nyelvjárás és az amerikai angol szókincsével és mondattani jellegzetességeivel. Mára csak körülbelül 5 ezren beszélik a hétköznapokban, mindenekelőtt az Old Order Amish, az Old Order Mennonites és a Schwenckfelder gyülekezetek egyházi tisztviselői (püspökök, diakónusok)

## Mai helyzet

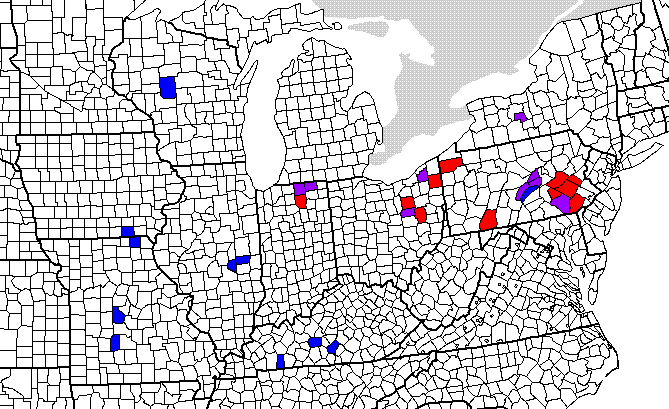
A pennsylvaniai német elterjedése az USA-ban

Egyes nyelvkutatók szerint a pennsylvaniai német veszélyeztetett nyelv. Csak a 18. századi bevándorlók kis része őrizte meg anyanyelvét és néhány évtized elteltével a pennsylvaniai német visszaszorult a vidéki közösségekbe és a nyilvános életből szinte teljesen eltűnt. Azoknál a csoportoknál, akiknél a nyelv ma is él viszont semmi jele annak, hogy beszélőik feladnák.
Ma a pennsylvaniai németet elsősorban az amishok és a konzervatív mennoniták használják és adják tovább a következő generációnak. Eredetileg ez a csoport a pennsylvaniai német beszélőinek csupán tíz százalékát tette ki. Mivel azonban mind az amishok mind a mennoniták kivétel nélkül sok gyermekes családot alapítanak, a beszélők száma tovább nő. Ezekben a csoportokban, amelyek egymás között kizárólag pennsylvaniai németet használják, az angolból származó számtalan kölcsönszó a szókincs folyamatos átalakulásához vezet. Azokban a népességcsoportokban, amelyek nem tartoznak a fentebb említett felekezetekhez, már nem beszélik a nyelvet. A nyelv feladása már az 1830-as években elkezdődött. A németek elleni repressziós törvények az első világháború majd a második világháború alatt csak felerősítették ezeket a tendenciákat.
A legtöbb pennsylvaniai német anyanyelvű megérti az írott németet, de csak kevesen tudnak németül beszélni. Ehhez hozzá kell persze tenni, hogy ugyanezt nagyon sok Németországban, Ausztriában ill. Svájcban élő anyanyelvi (nyelvjárás) beszélőről szintén el lehet mondani, ha nem is akkora százalékban mint a pennsylvaniai németet beszélők körében. Az Older Order Amishok istentisztelete ún. Amish High German nyelven zajlik, mely lényegében a biblia német nyelvének és a pennsylvaniai németnek a keveréke.
Pontos adatok nem állnak rendelkezésre. A legtöbb forrás 250 000–300 000 beszélőt feltételez. A mindennapi életben aktívan legalább 250 ezren használják az Egyesült Államokban, illetve 5 ezren Kanadában.
Az Old Order Mennonites körében a pennsylvaniai németet máig használók száma 10 00-re tehető. Ehhez számolandó a mérsékelt mennoniták, parti amishok néhány tízezres csoportja, valamint néhány ezer luteránus, unitárius, katolikus és zsidó. Az anyanyelvi beszélők nagyon túlnyomó többsége az Egyesült Államokban él, sokkal kisebb a beszélők száma Kanadában. Az amishok és konzervatív mennoniták vándorlása következtében kisebb-nagyobb csoportok bukkannak föl egyre nyugatabbra is, ahol olcsóbban lehet földhöz jutni. Kisebb csoportok tovább vándoroltak, Belizébe, Mexikóba, sőt Paraguayba is.

## Külső hivatkozások
- Nem hal ki a nyelv
- Pennsylvaniai német felvételek (“American Languages” honlap)
- Deutsch-Pennsylvanischer Arbeitskreis e. V.
- Pennsylvaniai német nyelvű újság
- Kétnyelvű újság
- Szócikk „Global Anabaptist Mennonite Encyclopedia Online“